# Aguada de Guerra

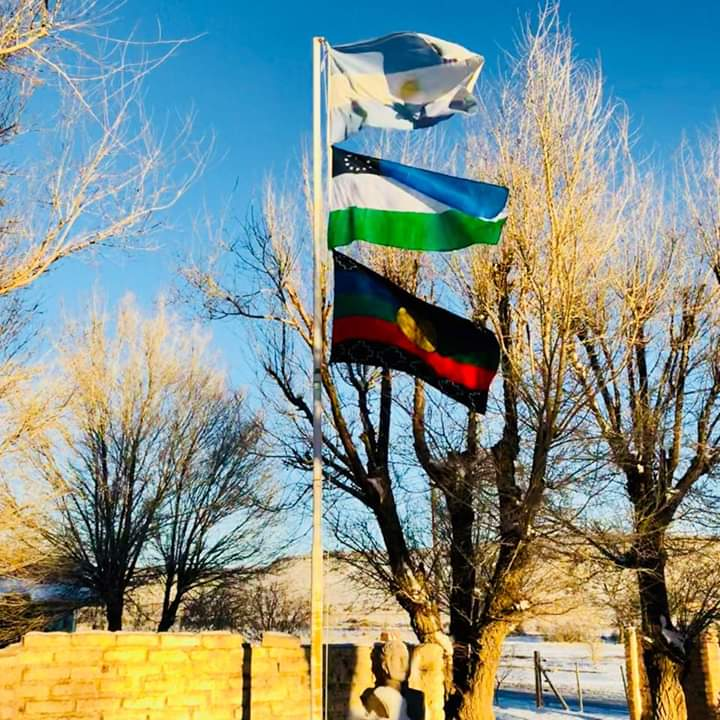
Escuela Hogar

Aguada de Guerra es una localidad y comisión de fomento del Departamento 25 de Mayo, en la zona de la Meseta de Somuncurá, provincia de Río Negro, en la región de la Patagonia, Argentina. 

## Comunicaciones
Se encuentra en el km 305 de la Ruta Nacional 23. Posee la estación Aguada de Guerra con servicios de cargas y pasajeros  Tren Patagónico.

## Población
Contó con 126 habitantes (Indec, 2010), lo que representó un descenso del 28% frente a los 175 habitantes (Indec, 2001) del censo anterior.
El censo 2022 arrojó 180 viviendas con una población estable de 205 habitantes en la comisión de fomento.
| Gráfica de evolución demográfica de Aguada de Guerra entre 1991 y 2022 |
|                                                                        |
| Fuente: Censos nacionales del INDEC                                    |

## Turismo
En abril de cada año, se realiza la Fiesta Provincial de la Cabra.